# Benno Pflug
Benno Pflug, zeitgenössisch auch Benno Pflugk, (urkundlich erwähnt zwischen 1529 und 1578) war ein kursächsischer Politiker aus der Adelsfamilie Pflug.
Er war Oberaufseher der Grafschaft Mansfeld, Amtmann bzw. Hauptmann zu Sangerhausen und kursächsischer Rat. Er besaß die Güter Großzschocher und seit 1565 Windorf. Verheiratet war er seit 1550 mit Benigna von Taubenheim. Im Juni 1577 musste er aufgrund eines Prozesses des Amtsschössers Heidenreich am Oberhofgericht seine Funktion als Amtshauptmann niederlegen.